# Эластичность предложения труда
Эластичность предложения труда по заработной плате (англ. Labor supply elasticity, wage elasticity of labor supply) – степень влияния изменений в заработной плате на предложение труда. Таким изменением может быть как снижение, так и повышение оплаты труда. 

## Определение
Эластичность предложения труда - количественная оценка меры реагирования предложения труда на изменения в уровне оплаты труда.  
Коэффициент эластичности предложения труда характеризует, насколько увеличится (уменьшится) количество отработанных часов (отработанного времени) при изменение ставки заработной платы на 1%. Он рассчитывается по формуле:
{\displaystyle E_{W}=|{\frac {\mathrm {d} Q_{s}}{\mathrm {d} W}}\times {\frac {W}{Q_{s}}}|}
где {\displaystyle {Q_{s}}} - количество отработанных часов, {\displaystyle {W}} - уровень оплаты труда.

## Значения
Различное значение коэффициента эластичности предложения труда по оплате может указывать на различия трудов для разных родов занятий (профессий):
{\displaystyle {E_{W}}\leq 1}. Неэластичное предложение. Характерно для таких профессий, как звезды эстрады, знаменитые спортсмены.
{\displaystyle {E_{W}}=1}. Единичная эластичность. Изменение ставки оплаты труда на 1 % сопровождается пропорциональным изменением в его предложении.
{\displaystyle {E_{W}}>1}. Эластичное предложение. Предполагает, что любое изменение в оплате труда сильно сказывается на предложение труда (на больше, чем 1%). Характерно для низко- и среднеквалифицированного труда.

## Факторы
К факторам, оказывающим влияние на эластичность предложения труда, можно отнести: 
- характер навыков и квалификаций, необходимых для той или иной отрасли;
- определенные навыки и образовательные требования, что делает предложения труда неэластичным;
- длительность и высокая стоимость образования, что также делает предложение труда неэластичным;
- размер требуемых навыков (низкое количество требуемых навыков ведет к росту предложения труда, что делает его эластичным);
- профессиональный характер труда: для высококвалифицированных профессий, таких как врачи и медсестры, характерна низкая чувствительность к изменениям в оплате труда при принятии решения о работе и ее длительности;
- время: 
  - В краткосрочном периоде, кривая предложения труда для определенных родов занятий обычно неэластична;
  - Требуется некоторое время для реагирования на изменения в относительных оплате труда и доходах - особенно, когда необходима переквалификация для новой работы;
  - Для определенных родов занятий, для которых труд является мобильном в географическом отношении, его предложение эластично даже в краткосрочном периоде.

## Использование

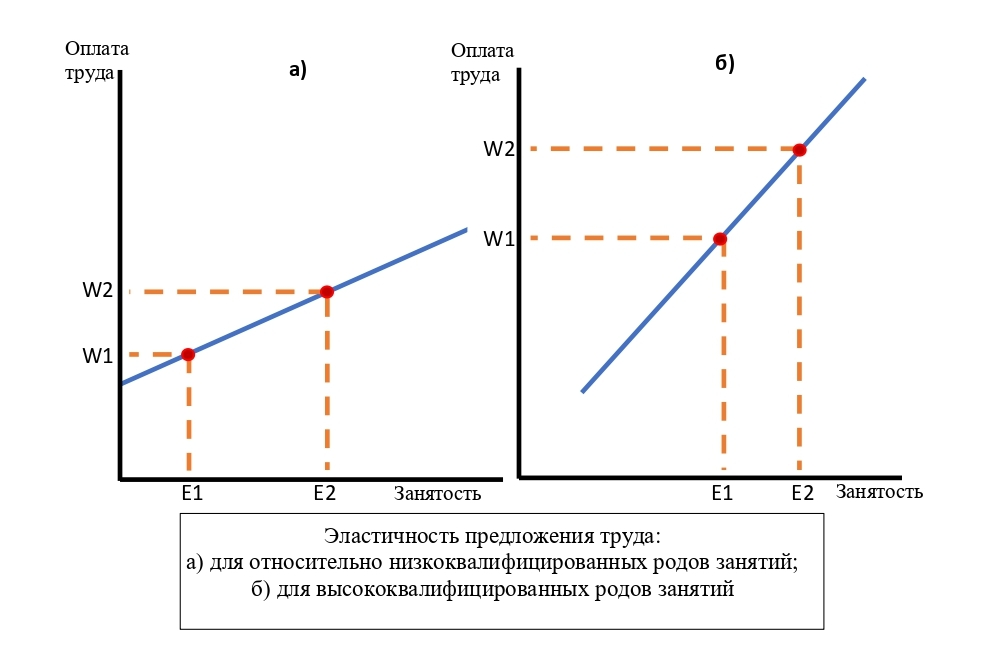

В большинстве случаев, предложение труда является довольно неэластичным, поскольку любое изменение в оплате труда оказывает незначительное воздействие на его предложение. 
В целом, эластичность предложения труда варьируется в зависимости от профессии/рода занятий. Для относительно низкоквалифицированных родов занятий предложение труда эластично, поскольку уровень их оплаты относительно постоянен. С другой стороны, для тех профессий, для которых требуются довольно специфичные навыки и образование, предложения труда довольно неэластично. Так, повышение оплаты врачей не сопровождается немедленным ростом количества врачей ввиду продолжительной длительности медицинского образования. Напротив, такие профессии, как мойщик окон или столяр не требуют длительного времени для приобретения соответствующей квалификации. Следовательно, краткосрочная эластичность предложения труда по оплате для таких профессий всегда выше, чем, к примеру, для врачей: повышение оплаты труда мойщиков окон или столяров будет сопровождаться быстрым ростом предложения их труда, так как приобретение соответствующих навыков происходит в довольно краткие сроки.

## Эффект дохода и эффект замещения при изменениях в оплате труда

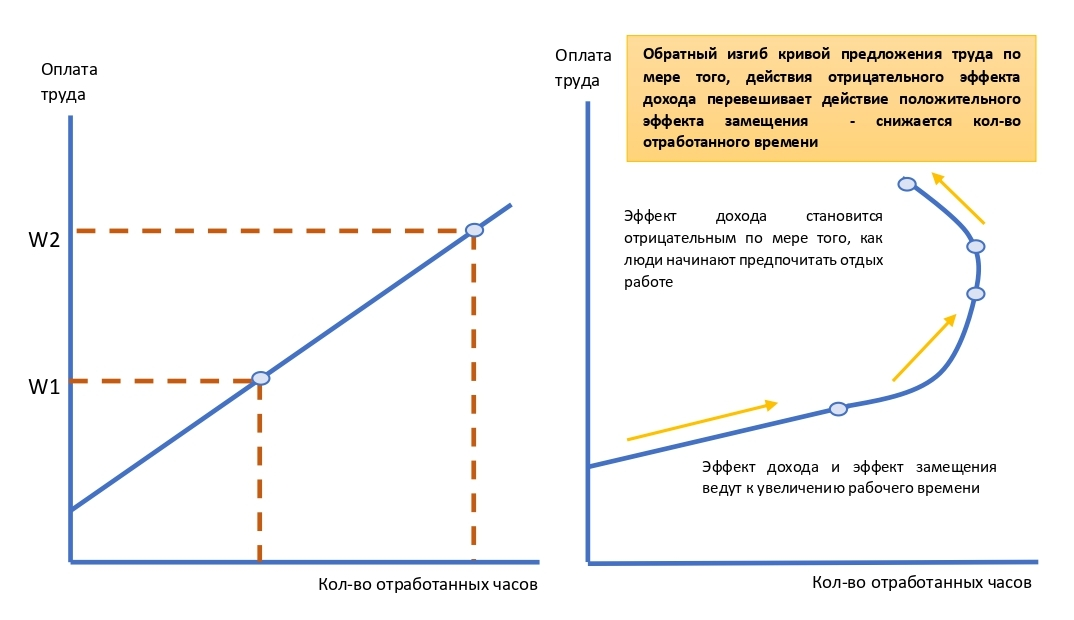
Эффект дохода и эффект замещения при изменениях в оплате труда

Важной составляющей анализа эластичности предложения труда является изучение предпочтений людей в работе и досуге. Поскольку большинство людей стоят перед выбором между работой и досугом, альтернативная стоимость досуга есть стоимость упущенной заработной платы. При этом, изменения в рабочем времени вследствие изменения оплаты труда могут быть объяснены эффектом дохода и эффектом замещения.  
Эффект дохода объясняет изменение количества отработанных часов, т.е. предложения труда, в ответ на изменение совокупного дохода при неизменных ставке заработной платы и предпочтениях. Эффект дохода от повышения почасовой ставки заработной платы может иметь проявляться в двух направлениях:
- Эффект положительного дохода: ситуация, при которой высокая оплата труда вызывает у людей желания работать больше времени для достижения целевого/желаемого дохода.
- Эффект отрицательного дохода: ситуация, при которой желаемый уровень дохода достигнут и, как результат, люди предпочитают уделять больше времени на досуг в отличие от желания зарабатывать больше.

Эффект замещения роста почасовой ставки заработной платы проявляется в том, что рост реальной заработной платы будет приводить к увеличению отработанного времени (росту желания работать больше), поскольку это увеличивает альтернативную стоимость отдыха. Однако, эффект дохода может работать и в противоположном направлении. 
Кривая индивидуального предложения рабочей силы у некоторых лиц может иметь обратный изгиб, что показывает их предпочтение досуга работе при повышении ставки заработной платы (при прочих равных условиях).
При этом, люди/домохозяйства с относительно низким уровнем оплаты труда/дохода, как обычно, имеют строго положительный эффект замещения - т.е. реагируют на повышение минимальной заработной платы.